# EFG Eurobank Ergasias
EFG Eurobank Ergasias – grecki bank, w Polsce działający w latach 2006–2012 pod nazwą Polbank EFG.